# اوبرمینیل-او-ایرابل
اوبرمینیل-او-ایرابل (به فرانسوی: Aubermesnil-aux-Érables) یک کمون در فرانسه است که در canton of Blangy-sur-Bresle واقع شده‌است. اوبرمینیل-او-ایرابل ۸٫۴۸ کیلومتر مربع مساحت دارد ۱۲۵ متر بالاتر از سطح دریا واقع شده‌است.